# Masiphya triangularis
Masiphya triangularis là một loài ruồi trong họ Tachinidae.